# Mr. Simple
Mr. Simple (reeditat cu numele: A-Cha ) este un album de studio premiat al trupei de băieți sud-coreene Super Junior. A fost lansat pe 3 august 2011 de către SM Entertainment, distribuit de KMP Holdings și lansat digital pe 2 august. La 19 septembrie 2011, a fost lansată o ediție reambalată, reintitulată A-Cha . Dispune de patru piese noi, inclusiv piesa de titlu "A-Cha" și "Superman", care a fost lansată anterior doar în versiunea B. 
Acesta este cel de-al doilea album al grupului care conține zece din cei 13 membri originali și primul fiind albumul lor anterior, Bonamana. 